# Vîșniv, Liuboml
Vîșniv (în ucraineană Ви́шнів) este localitatea de reședință a comunei Vîșniv din raionul Liuboml, regiunea Volînia, Ucraina.

## Demografie
Componența lingvistică a localității Vîșniv
     Ucraineană (99,16%)
     Alte limbi (0,84%)
Conform recensământului din 2001, majoritatea populației localității Vîșniv era vorbitoare de ucraineană (99,16%), existând în minoritate și vorbitori de alte limbi.